# Терно (ткань)
Терно́ (фр. ternaux) — шерстяная ткань саржевого переплетения из высококачественной пряжи, на изготовление которой шла шерсть горной козы.
Ткань из козьего пуха появилась в конце XVIII века и названа по фамилии первого производителя — текстильного фабриканта Гийома Луи Терно. Из терно в эпоху ампира изготавливали платки и шали. Платки и шали от Терно пользовались большим успехом в России в первой половине XIX века. В журнале «Северная пчела» 1832 года сообщалось, что с наступлением тепла в Париже носили не плащи, а шалевые платки фабрики Терно. Достаточно дорогие изделия из терно могли позволить себе только зажиточные люди. Мутовкина в «Пошехонской старине» у М. Е. Салтыкова-Щедрина одета в платье из настоящего терно. Ко времени написания романа дорогую ткань уже научились подделывать, используя «неблагородные материалы», поэтому престиж терно упал.